# Myiodynastes luteiventris
A Myiodynastes luteiventris a madarak (Aves) osztályának verébalakúak (Passeriformes) rendjébe és a királygébicsfélék (Tyrannidae) családjába tartozó faj.

## Rendszerezése
A fajt Philip Lutley Sclater angol ügyvéd és zoológus írta le 1844-ben.

## Előfordulása
Kanada, az Amerikai Egyesült Államok, Mexikó, Belize, Costa Rica, Guatemala, Honduras, Nicaragua, Panama, Salvador, Bolívia, Brazília, Kolumbia, Ecuador és Peru területén honos.
Természetes élőhelyei a szubtrópusi és trópusi száraz erdők, mocsári erdők, síkvidéki és hegyi esőerdők, folyók és patakok környékén, valamint ültetvények és másodlagos erdők. Vonuló faj.

## Megjelenése
Testhossza 22 centiméter.

## Természetvédelmi helyzete
Az elterjedési területe rendkívül nagy, egyedszáma pedig stabil. A Természetvédelmi Világszövetség Vörös listáján nem fenyegetett fajként szerepel.